# Oliver Onions
Gli Oliver Onions sono un gruppo musicale italiano di Roma formato dai fratelli Guido e Maurizio De Angelis, noti come arrangiatori e autori di colonne sonore negli anni settanta e ottanta. Hanno firmato le loro opere anche come M&G Orchestra, Dilly Dilly, Barqueros, I Charango e molti altri pseudonimi. 
Nell'arco della loro carriera hanno realizzato centoventi colonne sonore, anche se non tutte sono state pubblicate su album all'epoca dell'uscita del relativo film, e molte altre ancora inedite a tutt'oggi su supporto discografico. Il loro nome è indissolubilmente legato a quello di Bud Spencer e Terence Hill per i quali hanno realizzato sedici colonne sonore. 
Tra i brani di maggior successo si ricordano Flying Through the Air, Dune Buggy, Angels And Beans, Bulldozer, Sheriff, Fantasy, Sandokan, Orzowei, Galaxy Express 999, Il Gatto Doraemon, Rocky Joe e S.O.S. Spazio 1999.

## Storia

### Gli anni sessanta

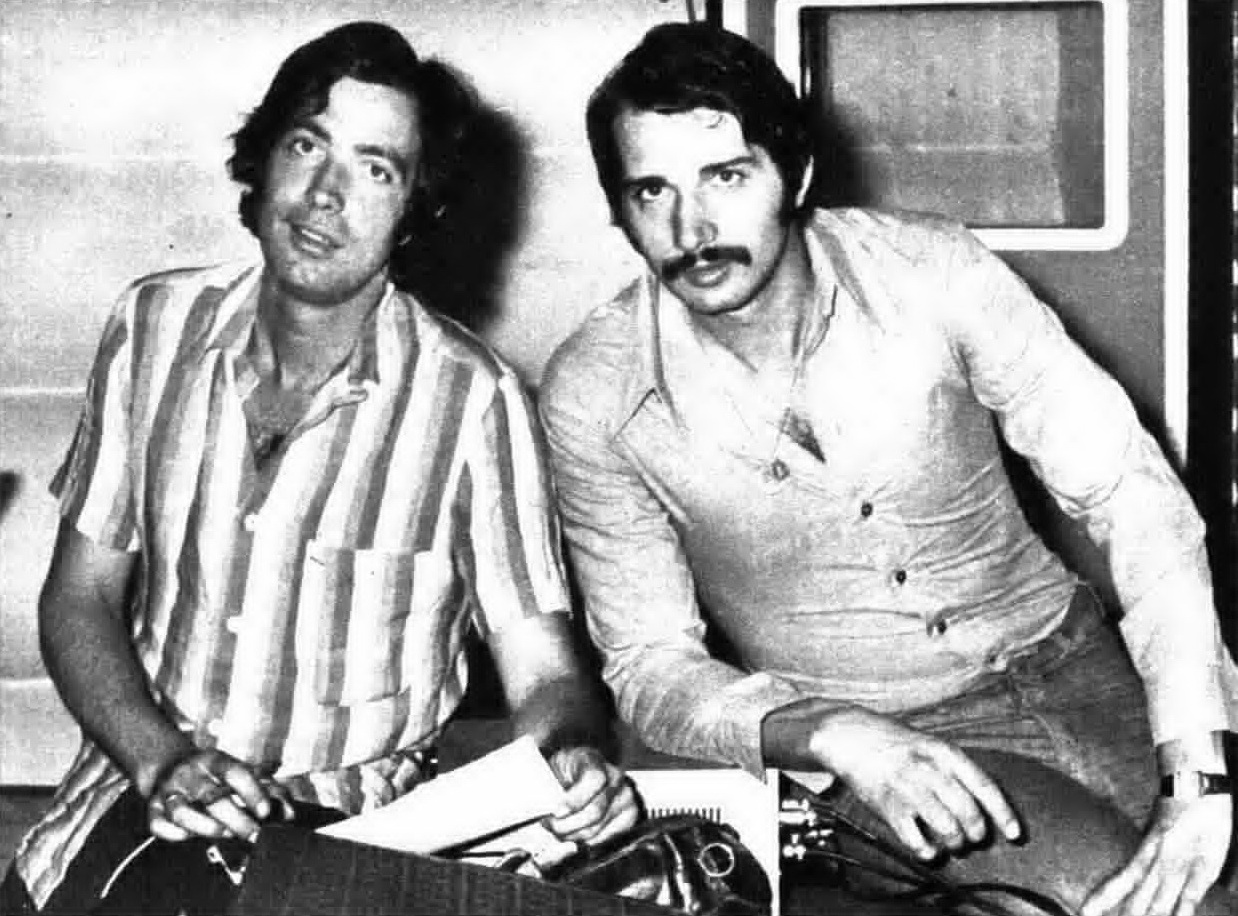
Guido & Maurizio De Angelis nella rivista Radiocorriere, 1975

L'inizio della loro carriera musicale risale al 1963, quando riescono a pubblicare il loro primo singolo per la CBS, Un vecchio macinino/La goccia d'acqua, pubblicato come Guido e Maurizio. 
Nel 1966 pubblicano un album con sonorità beat pubblicato per la ARC, etichetta satellite della RCA Italiana, dal titolo Beat melody e nel 1969 realizzano gli arrangiamenti del singolo a 45 giri Un marinaio/Occhi buoni, per i Beans. Nello stesso anno Maurizio pubblica il suo primo ed unico album solista composto da cover strumentali, arrangiato assieme al fratello (ma accreditato solo a lui) dal titolo Una chitarra di successi.

### Gli anni settanta
Nei primi anni settanta entrano in pianta stabile alla RCA Italiana, dove iniziano l'attività di arrangiatori e turnisti, sia in coppia che singolarmente, inaugurando una lunga collaborazione con la cantautrice romana Gabriella Ferri per la quale, tra il 1970 ed il 1974, arrangiano gli album ..E niente, ...E se fumarono a Zazà, L'amore è facile, non è difficile, Sempre e Remedios. In questi anni realizzano anche gli arrangiamenti per due album di Lucio Dalla, Terra di Gaibola (1970) e Storie di casa mia (1971). 
Nel 1971 compongono la loro prima colonna sonora per il film Per grazia ricevuta, diretto e interpretato da Nino Manfredi, pubblicata su LP. Dall'album viene estratto anche un singolo interpretato dall'attore, Per Grazia Ricevuta/Me Pizzica, Me Mozzica. Nello stesso anno pubblicano altre due colonne sonore, Trastevere, seconda collaborazione con Manfredi e ...continuavano a chiamarlo Trinità, inaugurando il felice sodalizio con la coppia Bud Spencer e Terence Hill. Dall'album viene estratto il singolo Trinity Stand Tall, interpretato da Gene Roman.
Da questo momento la loro attività è dedicata quasi esclusivamente alle colonne sonore, sia per il cinema che per la televisione. Nel 1972 realizzano la colonna sonora di ...e poi lo chiamarono il Magnifico, con Terence Hill, da cui viene estratto il singolo When You Call My Name This Way, interpretato nuovamente da Gene Roman e compongono il brano portante del film Il terrore con gli occhi storti, interpretato da Enrico Montesano, pubblicato a 45 giri.
Il 1973 è un anno molto prolifico per la coppia in quanto realizzano ben dodici colonne sonore: Anche gli angeli mangiano fagioli, I corpi presentano tracce di violenza carnale, Il terrore con gli occhi storti, Giovannona Coscialunga disonorata con onore, Canterbury n° 2 - Nuove storie d'amore del '300, Tutti figli di Mammasantissima, La polizia incrimina, la legge assolve, Valdez il mezzosangue, Milano trema: la polizia vuole giustizia, Storia di karatè, pugni e fagioli, Piedone lo sbirro. Di queste però solo quattro verranno pubblicate in LP mentre di alcune verranno pubblicati solo i temi principali in alcuni singoli a 45 giri: Afyon - Oppio, ...più forte ragazzi!, uscito l'anno precedente, La polizia incrimina, la legge assolve e Piedone lo sbirro. 
Proprio per ...più forte ragazzi! pubblicano il singolo Flying Through the Air, utilizzando per la prima volta lo pseudonimo Oliver Onions. Scritto da Susan Duncan Smith, Cesare De Natale e lo stesso Bud Spencer, pubblicato in Italia nel gennaio del 1973, ottenne fin da subito un clamoroso successo commerciale, entrando nella classifica italiana dei singoli direttamente al decimo posto, nella settimana del 24 marzo 1973, per poi salire rapidamente nelle settimane successive fino a raggiungere l'ottava posizione nella settimana del 14 aprile, e permanendo nella top ten per un totale di diciassette settimane consecutive. Il singolo risultò il trentacinquesimo più venduto del 1973 in Italia.
Il singolo ottenne un'ampia distribuzione anche all'estero, in paesi quali Brasile, Inghilterra, Francia, Spagna e Germania, dove ottenne particolare successo entrando nella top twenty dei singoli più venduti il 10 maggio 1973, toccando il picco massimo del quarto posto, e rimanendo in classifica per diciannove settimane consecutive. Il successo fu tale che la colonna sonora del film ottenne anche un Nastro d'argento.
A causa della loro ampia produzione discografica nasce l'esigenza di usare degli pseudonimi per differenziare i dischi e non inflazionare il mercato, per questo motivo le loro incisioni discografiche escono con varie denominazioni, tra cui: Guido e Maurizio De Angelis, M&G Orchestra, Dilly Dilly, I Charango, Barqueros, Oliver Onions e molte altre. Proprio quest'ultimo nome è quello che caratterizza i dischi di maggior successo, identificandosi con i due musicisti. Il nome Oliver Onions deriva dal romanziere britannico Oliver Onions, scelto solo perché le due parole si pronunciano come si scrivono.
Nel 1974 realizzano dieci colonne sonore di cui solo una pubblicata in LP e alcune pubblicate solo a 45 giri: Prima ti suono e poi ti sparo, L'arbitro, Arrivano Joe e Margherito, Il bestione, Il cittadino si ribella, Anche gli angeli tirano di destro, A forza di sberle, Il bianco, il giallo, il nero, Porgi l'altra guancia (l'unica pubblicata in vinile) e ...altrimenti ci arrabbiamo!, da cui viene estratto il singolo Dune Buggy. Anche in questo caso il brano ottenne un clamoroso successo commerciale, entrando nella classifica italiana dei singoli direttamente al settimo posto, nella settimana del 25 maggio 1974, per poi salire rapidamente nelle settimane successive fino a raggiungere la seconda posizione nella settimana del 22 giugno, e permanendo nella top ten per un totale di diciassette settimane consecutive. Il singolo risultò il quindicesimo più venduto del 1974 in Italia.
Il singolo ottenne un'ampia distribuzione anche all'estero, in paesi quali Cile, Messico, Francia, Spagna e Germania, dove ottenne particolare successo entrando nella top twenty dei singoli più venduti il 7 novembre del 1974, toccando il picco massimo dell'ottavo posto, e rimanendo in classifica per undici settimane consecutive.
Nello stesso anno pubblicano il loro primo album come Oliver Onions (il secondo in generale se si conta quello del 1966), dal titolo See You Later. L'album contiene alcuni dei brani pubblicati su 45 giri l'anno precedente solo per il mercato tedesco come Christine/Old man, Take it easy Joe, colonna sonora del film Arrivano Joe e Margherito, Angels and beans, inciso in origine da Kathy And Gulliver, per la colonna sonora del film Anche gli angeli mangiano fagioli, Springtime In Rome/Fool's concerto, singolo per il mercato francese, London town, sigla della miniserie televisiva della Rai Dedicato ad una coppia e Dune Buggy, grande successo di quell'anno utilizzato come colonna sonora del film ...altrimenti ci arrabbiamo!. Nel disco sono inclusi anche quattro brani inediti: Same situation, Northern train, Freedom rainbow, e See you later.
Nell'ottobre dello stesso anno fu pubblicata la prima raccolta ufficiale del duo, M&G Orchestra, utilizzando l'omonimo pseudonimo. Nello stesso periodo pubblicano il singolo Verde, utilizzato come sigla iniziale della miniserie televisiva in tre puntate Quaranta giorni di libertà, trasmessa dal Programma Nazionale. Il singolo toccò la decima posizione dei singoli più venduti nella settimana dell'otto marzo 1975, rimanendo in classifica fino al ventisei aprile dello stesso anno.
Nel 1975 realizzano otto colonne sonore: Cipolla Colt, Peccati in famiglia, Africa Express, Roma violenta, Zorro, Piedone a Hong Kong, Il lupo dei mari, A mezzanotte va la ronda del piacere e Zorro, anche se solo quest'ultime due verranno pubblicate in LP. Nello stesso anno curano anche gli arrangiamenti dell'album Ti fa bella l'amore, per Nicola Di Bari.
Nel 1976 pubblicano la colonna sonora dello sceneggiato televisivo Sandokan, diretto da Sergio Sollima. Il relativo 45 giri della sigla ebbe un notevole successo discografico, entrando nella classifica dei più venduti in Italia alla quarta posizione il 7 febbraio 1976, per poi stazionare in vetta dalla settimana successiva fino al 27 marzo, rimanendo nella Top Ten per un totale di diciotto settimane, fino al 5 giugno, e risultando il sesto singolo più venduto dell'anno. Il brano fu inserito nella colonna sonora omonima.
Non smettono di comporre colonne sonore, che nel 1976 sono sedici: Il soldato di ventura, Due sul pianerottolo, Simone e Matteo - Un gioco da ragazzi, Squadra antiscippo, 40 gradi all'ombra del lenzuolo, Savana violenta, San Pasquale Baylonne protettore delle donne, Poliziotti violenti, La moglie di mio padre, Il letto in piazza, Languidi baci... perfide carezze, Keoma, Inhibition, Il grande racket, Il Corsaro Nero, Con la rabbia agli occhi. Solamente due tra queste verranno pubblicate in vinile: Savana violenta e Sono un uomo semplice con i peli sul petto.... 
Nel 1977 ottengono un altro grande successo con la sigla della serie televisiva Orzowei. Il singolo raggiunse la nona posizione dei singoli più venduti. Nel corso dell'anno pubblicano, inoltre, le colonne sonore di dodici film Tre tigri contro tre tigri, Squadra antifurto, Il signor Robinson, mostruosa storia d'amore e d'avventure, Safari Express, Messalina, Messalina!, Mannaja, Goodbye & Amen, Il figlio dello sceicco, Charleston, I due superpiedi quasi piatti, La tigre è ancora viva: Sandokan alla riscossa!, Die Brueder. 
Nel 1978 pubblicano le colonne sonore di Piedone l'africano, Formula 1, febbre della velocità, La montagna del Dio cannibale, Squadra antitruffa, Pari e dispari e Lo chiamavano Bulldozer. Quest'ultime due in particolare ottengono successo grazie al singolo Bulldozer, brano scritto da Cesare De Natale, su musica di Guido e Maurizio De Angelis, che fu distribuito nell'ottobre del 1978 anche in Spagna, Olanda e Germania, dove ottenne particolare successo toccando il picco massimo del secondo posto e rimanendo in classifica per 13 settimane consecutive.
Nello stesso anno iniziano a realizzare colonne sonore e sigle anche per i cartoni animati. Viene pubblicato in Spagna un album dedicato alla serie Jacky, l'orso del monte Tallac che verrà tradotto in italiano solo nel 1982 quando la serie andrà in onda per la prima volta in Italia ed a cui verrà dedicato un album monografico. Nello stesso anno fondano una loro etichetta discografica, la Kangaroo Team Records con la quale produrranno i loro dischi. In questo periodo intensificano la collaborazione con la televisione, incidendo molte sigle di telefilm come quelle per Il marsigliese, La gatta, Spazio 1999 e L'occhio che uccide. 
Nel 1979 pubblicano due album di inediti, il primo, Six Ways, contiene alcuni dei brani pubblicati su 45 giri tra il 1978 ed il 1979 come I don't mind about tomorrow, colonna sonora del film Formula 1 - Febbre della velocità, Bulldozer, per la colonna sonora del film Lo chiamavano Bulldozer, The man on the boat e Six ways/Happiness, singoli per il mercato tedesco e Emily, pubblicato come b side per il mercato spagnolo. In Germania ed in Messico l'album è stato distribuito con il titolo Bulldozer ed in Spagna con il titolo Oliver Onions. Nel disco sono inclusi anche quattro brani inediti: Italian girl, Seasons, What i'll do e Music on my mind. Il secondo, Santa Maria contiene per la prima volta brani completamente inediti e tutti in lingua italiana, non pubblicati in precedenza per le colonne sonore.
Per lanciare l'album fu estratto globalmente il singolo Santamaria, che in Germania ottenne un clamoroso successo entrando nella top twenty dei singoli più venduti il 4 maggio 1980, toccando il picco massimo del primo posto per sei settimane consecutive e rimanendo in classifica per trenta settimane consecutive risultando il quarto singolo più venduto dell'anno in Germania. Per il mercato tedesco furono pubblicati altri due singoli: Tomorrow is today/Lucy Ann e Lulù/La notte finirà. L'album è stato distribuito anche in Germania, Austria, Francia, Olanda e Colombia.
Non smettono comunque di occuparsi di colonne sonore pubblicando quelle per i film Agenzia Riccardo Finzi... praticamente detective, Killer Fish - Agguato sul fondo, Alien 2 - Sulla Terra, Il cacciatore di squali, Switch, La larga noche des los bastones blancos, Sensività e Uno sceriffo extraterrestre... poco extra e molto terrestre. Proprio da quest'ultima viene estratto un altro singolo di successo Sheriff. Di queste soltanto tre verranno pubblicate su disco: Killer Fish, La Montagna Del Dio Cannibale e Mannaja.

### Gli anni ottanta
Nei primi anni ottanta concentrano maggiormente la loro attività in Germania e in Spagna, ma non smettono di realizzare colonne sonore. Nel 1980 compongono per i film Bello di mamma, Pole position, L'ultimo squalo, Uno contro l'altro, praticamente amici, Piedone d'Egitto, Chissà perché... capitano tutte a me, nel 1981 Banana Joe, nel 1982 La guerra del ferro - Ironmaster, Adamo ed Eva, la prima storia d'amore, Bomber, nel 1983 Bonnie e Clyde all'italiana, I predatori di Atlantide, Occhio, malocchio, prezzemolo e finocchio, Il mondo di Yor, Il diavolo e l'acquasanta, Cenerentola '80, l'unico ad essere pubblicato anche in LP, 2019 - Dopo la caduta di New York, La casa con la scala nel buio, nel 1984 L'allenatore nel pallone, L'angelo custode, Goma 2, Pianoforte, Dagobert, Figlio mio, infinitamente caro..., Colpi di luce, Scemo di guerra, Mezzo destro, mezzo sinistro, Il diavolo sulle colline, nel 1986 La signora della notte, Maquina de matar, e nel 1987 Delitti e L'uomo delle grandi pianure. Tuttavia nessuna di queste verrà pubblicata in LP. 
Tra il 1981 ed il 1984 realizzano numerose sigle di cartoni animati, come Le avventure di Marco Polo, W i re Magi, Galaxy, rielaborazione del brano Fantasy, contenuto nella colonna sonora del film Bomber, con Bud Spencer e Jerry Calà, Il gatto Doraemon, Jacky, Rocky Joe, Il giro del mondo di Willy Fog, D'Artacan e Ruy il piccolo cid, questi ultimi due con Benedetta Serafini. Nel 1981 pubblicano l'album monografico dedicato alle serie W i Re Magi, pubblicato con lo pseudonimo I Re Magi, nel 1982 l'album monografico dedicato alla serie Jacky, l'orso del monte Tallac e nel 1983 la compilation TiVulandia n. 5, che raccoglie tutte le loro sigle per ragazzi realizzate fino a quel momento. 
Nel 1983 scrivono il brano Stand By My Side, per Agnetha Fältskog ex cantante degli ABBA, inserita nell'album Wrap Your Arms Around Me. Dopo il 1984 pubblicano altri singoli legati ai cartoni animati ma solo per il mercato tedesco. In Italia pubblicano altre sigle televisive: Il grande oceano di Capitan Cook, sigla della serie omonima, Before the Beatles/La mia musica è così, sigla della serie Quando ancora non c'erano i Beatles e la sigla Lady of Germany, per la trasmissione Rai Action Now. Alla fine degli anni ottanta la loro attività si dirada progressivamente fino a cessare, per poi riprendere sporadicamente all'inizio degli anni duemila.

### Anni recenti

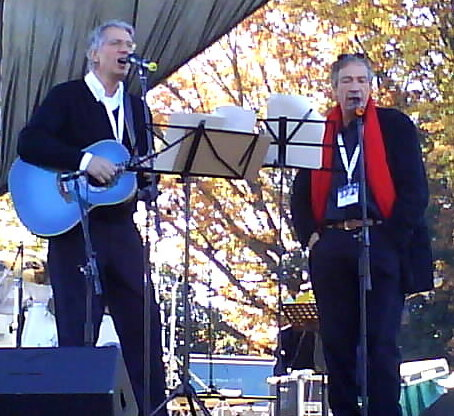
Guido & Maurizio De Angelis al Lucca Comics Festival del 2007

A partire dagli anni novanta la stragrande maggioranza delle colonne sonore del duo viene ristampata o pubblicata per la prima volta in CD, LP e in digitale, da etichette specializzate nella ristampa e rimasterizzazione di colonne sonore del cinema di genere, come GDM Music, Digitmovies, Beat Records Company, Kronos Records, e Siglandia. 
Nel 1998 compongono la colonna sonora della serie Il maresciallo Rocca. Nel 2003 Guido De Angelis ha pubblicato il suo primo album da solista dal titolo Le mie emozioni. Nel novembre 2007 tengono il primo concerto dopo 25 anni al Lucca Comics.
Negli anni 2000 tornano a comporre colonne sonore televisive per alcune miniserie Mediaset, come Doc West, Il falco e la colomba, Baciati dall'amore e Svegliati amore mio ed anche per il cinema, per i film Encantado (2002), The Clan (2005) e Ti stramo - Ho voglia di un'ultima notte da manuale prima di tre baci sopra il cielo (2008).
Nel 2017 hanno pubblicato Guido & Maurizio De Angelis Oliver Onions Reunion Live Budapest, progetto multimediale contenente un DVD, due CD ed un libro a testimonianza del concerto reunion avvenuto a Budapest.
Nel mese di novembre del 2021 viene pubblicato il loro nuovo album, Future Memorabilia, una nuova produzione con le "versioni 2.0" dei loro più grandi successi che vede anche un duetto con Tommaso Paradiso, nella canzone Orzowei, Claudio Baglioni, nella canzone Sandokan e Elio e le Storie Tese in La la la la lalla (il coro dei pompieri).
Nel 2024 sono presenti, nel ruolo di se stessi, nel documentario Pretendo l'inferno, per la regia di Eugenio Ercolani e nel 2025, nello stesso ruolo, sono ne Il bar del cult, per la regia di Mirko Zullo.

### Utilizzo in altri media
A testimonianza di un certo successo internazionale è anche il fatto che la canzone Zorro Is Back, dal film Zorro (1975), sia stata inclusa nella colonna sonora del film Un colpo da dilettanti (Bottle Rocket, 1996), del regista Wes Anderson e che il brano Goodbye My Friend (dal film Il cittadino si ribella) abbia fatto parte della colonna sonora di Faster (2010) di George Tillman Jr..

## Formazione
- Guido De Angelis – voce, flauto, percussioni
- Maurizio De Angelis – voce, chitarra, tastiere

## Discografia

### Album in studio
- 1966 – Beat melody (pubblicato come The G & M)
- 1974 – See You Later
- 1979 – Six Ways
- 1979 – Santa Maria
- 1981 – W i Re Magi (firmato con lo pseudonimo I Re Magi)
- 1982 – Jacky (firmato con lo pseudonimo Royal Jelly)
- 2021 – Future Memorabilia

## Filmografia parziale

### Cinema
- Per grazia ricevuta, regia di Nino Manfredi (1971)
- Trastevere, regia di Fausto Tozzi (1971)
- ...continuavano a chiamarlo Trinità, regia di E.B. Clucher (1971)
- Il sindacalista, regia di Luciano Salce (1972)
- ...e poi lo chiamarono il Magnifico, regia di E.B. Clucher (Enzo Barboni) (1972)
- ...più forte ragazzi!, regia di Giuseppe Colizzi (1972)
- Afyon - Oppio, regia di Ferdinando Baldi (1972)
- Il prode Anselmo e il suo scudiero, regia di Bruno Corbucci (1972)
- Tedeum, regia di Enzo G. Castellari (1972)
- Anche gli angeli mangiano fagioli, regia di E.B. Clucher (1973)
- I corpi presentano tracce di violenza carnale, regia di Sergio Martino (1973)
- Il terrore con gli occhi storti, regia di Steno (1973)
- Giovannona Coscialunga disonorata con onore, regia di Sergio Martino (1973)
- Canterbury n° 2 - Nuove storie d'amore del '300, regia di Joe D'Amato (1973)
- Tutti figli di Mammasantissima, regia di Alfio Caltabiano (1973)
- La polizia incrimina, la legge assolve, regia di Enzo G. Castellari (1973)
- Valdez il mezzosangue, regia di Duilio Coletti (1973)
- Milano trema: la polizia vuole giustizia, regia di Sergio Martino (1973)
- Piedone lo sbirro, regia di Steno (1973)
- Storia di karatè, pugni e fagioli, regia di Tonino Ricci (1973)
- ...altrimenti ci arrabbiamo!, regia di Marcello Fondato (1974)
- Prima ti suono e poi ti sparo, regia di Franz Antel (1974)
- L'arbitro, regia di Luigi Filippo D'Amico (1974)
- Arrivano Joe e Margherito, regia di Giuseppe Colizzi (1974)
- Il bestione, regia di Sergio Corbucci (1974)
- Il cittadino si ribella, regia di Enzo G. Castellari (1974)
- Porgi l'altra guancia, regia di Franco Rossi (1974)
- Anche gli angeli tirano di destro, regia di E.B. Clucher (1974)
- A forza di sberle, regia di Bruno Corbucci (1974)
- Il bianco, il giallo, il nero, regia di Sergio Corbucci (1974)
- Cipolla Colt, regia di Enzo G. Castellari (1975)
- A mezzanotte va la ronda del piacere, regia di Marcello Fondato (1975)
- Peccati in famiglia, regia di Bruno Gaburro (1975)
- Africa Express, regia di Michele Lupo (1975)
- Roma violenta, regia di Franco Martinelli (1975)
- Zorro, regia di Duccio Tessari (1975)
- Piedone a Hong Kong, regia di Steno (1975)
- Il lupo dei mari, regia di Giuseppe Vari (1975)
- Il soldato di ventura, regia di Pasquale Festa Campanile (1976)
- Due sul pianerottolo, regia di Mario Amendola (1976)
- Simone e Matteo - Un gioco da ragazzi, regia di Giuliano Carnimeo (1976)
- Squadra antiscippo, regia di Bruno Corbucci (1976)
- 40 gradi all'ombra del lenzuolo, regia di Sergio Martino (1976)
- Savana violenta, regia di Antonio Climati e Mario Morra (1976)
- San Pasquale Baylonne protettore delle donne, regia di Luigi Filippo D'Amico (1976)
- Poliziotti violenti, regia di Michele Massimo Tarantini (1976)
- La moglie di mio padre, regia di Andrea Bianchi (1976)
- Il letto in piazza, regia di Bruno Gaburro (1976)
- Languidi baci... perfide carezze, regia di Alfredo Angeli (1976)
- Keoma, regia di Enzo G. Castellari (1976)
- Inhibition, regia di Paolo Poeti (1976)
- Il grande racket, regia di Enzo G. Castellari (1976)
- Il Corsaro Nero, regia di Sergio Sollima (1976)
- Con la rabbia agli occhi, regia di Antonio Margheriti(1976)
- Tre tigri contro tre tigri, regia di Sergio Corbucci e Steno (1977)
- Squadra antifurto, regia di Bruno Corbucci (1977)
- Il signor Robinson, mostruosa storia d'amore e d'avventure, regia di Sergio Corbucci (1977)
- Safari Express, regia di Duccio Tessari (1977)
- Messalina, Messalina!, regia di Bruno Corbucci (1977)
- Mannaja, regia di Sergio Martino (1977)
- Goodbye & Amen, regia di Damiano Damiani (1977)
- Il figlio dello sceicco, regia di Bruno Corbucci (1977)
- Charleston, regia di Marcello Fondato (1977)
- I due superpiedi quasi piatti, regia di E.B. Clucher (1977)
- La tigre è ancora viva: Sandokan alla riscossa!, regia di Sergio Sollima (1977)
- Die Brueder, regia di Wolf Gremm (1977)
- Piedone l'africano, regia di Steno (1978)
- Formula 1, febbre della velocità, regia di Oscar Orefici e Mario Morra (1978)
- La montagna del Dio cannibale, regia di Sergio Martino (1978)
- Squadra antitruffa, regia di Bruno Corbucci (1978)
- Lo chiamavano Bulldozer, regia di Michele Lupo (1978)
- Switch, regia di Giuseppe Colizzi (1978)
- Pari e dispari, regia di Sergio Corbucci (1978)
- Agenzia Riccardo Finzi... praticamente detective, regia di Bruno Corbucci (1979)
- Killer Fish - Agguato sul fondo, regia di Antonio Margheriti (1979)
- Uno sceriffo extraterrestre... poco extra e molto terrestre, regia di Michele Lupo (1979)
- Alien 2 - Sulla Terra, regia di Ciro Ippolito (1979)
- Il cacciatore di squali, regia di Enzo G. Castellari (1979)
- La larga noche des los bastones blancos, regia di Javier Elorrieta (1979)
- Sensività, regia di Enzo G. Castellari (1979)
- Bello di mamma, regia di Rino Di Silvestro (1980)
- Pole position, regia di Oscar Orefici (1980)
- L'ultimo squalo, regia di Enzo G. Castellari (1980)
- Uno contro l'altro, praticamente amici, regia di Bruno Corbucci (1980)
- Piedone d'Egitto, regia di Steno (1980)
- Chissà perché... capitano tutte a me, regia di Michele Lupo (1980)
- Banana Joe, regia di Steno (1981)
- La guerra del ferro - Ironmaster, regia di Umberto Lenzi (1982)
- Adamo ed Eva, la prima storia d'amore, regia di Enzo Doria (1982)
- Bomber, regia di Michele Lupo (1982)
- Bonnie e Clyde all'italiana, regia di Steno (1983)
- I predatori di Atlantide, regia di Ruggero Deodato (1983)
- Occhio, malocchio, prezzemolo e finocchio, regia di Sergio Martino (1983)
- Il mondo di Yor, regia di Antonio Margheriti (1983)
- Il diavolo e l'acquasanta, regia di Bruno Corbucci (1983)
- Cenerentola '80, regia di Roberto Malenotti (1983)
- 2019 - Dopo la caduta di New York, regia di Sergio Martino (1983)
- La casa con la scala nel buio, regia di Lamberto Bava (1983)
- L'allenatore nel pallone, regia di Sergio Martino (1984)
- L'angelo custode, regia di Mario Gariazzo (1984)
- Goma 2, regia di Josè Antonio De la Loma (1984)
- Pianoforte, regia di Francesca Comencini (1984)
- Dagobert, regia di Dino Risi (1984)
- Figlio mio, infinitamente caro..., regia di Valentino Orsini (1985)
- Colpi di luce, regia di Enzo G. Castellari (1985)
- Scemo di guerra, regia di Dino Risi (1985)
- Mezzo destro, mezzo sinistro, regia di Sergio Martino (1985)
- Il diavolo sulle colline, regia di Vittorio Cottafavi (1985)
- La signora della notte, regia di Piero Schivazappa (1986)
- Maquina de matar, regia di Josè Antonio De la Loma (1986)
- Delitti, regia di Giovanni Lenzi (1987)
- L'uomo delle grandi pianure, regia di Charles B. Pierce (1987)
- Encantado, regia di Corrado Colombo (2002)
- The Clan, regia di Christian De Sica (2005)
- Ti stramo - Ho voglia di un'ultima notte da manuale prima di tre baci sopra il cielo, regia di Pino Insegno e Gianluca Sodaro (2008)
- Pretendo l'inferno, regia di Eugenio Ercolani – documentario (2024) - nel ruolo di se stessi
- Il bar del cult, regia di Mirko Zullo – docufilm (2025) - nel ruolo di se stessi

### Televisione
- Quaranta giorni di libertà, regia di Leandro Castellani – miniserie TV (1974)
- Spazio 1999 – serie TV (1975-1977)
- Sandokan, regia di Sergio Sollima – miniserie TV (1976)
- Orzowei, il figlio della savana, regia di Yves Allégret – miniserie TV (1977)
- Galaxy Express 999 – serie TV (1982)
- Quando ancora non c'erano i Beatles, regia di Marcello Aliprandi – miniserie TV (1988)
- Il maresciallo Rocca – serie TV (1996-2005)